# Christinna Chauncey
Christinna Chauncey (* 9. Juli 1969 in Tennessee) ist eine US-amerikanische Schauspielerin und Schauspiellehrerin, die auch im Casting-Bereich tätig ist.

## Leben
Chauncey studierte Schauspiel unter Larry Moss in Los Angeles. Ihr Fernsehdebüt hatte sie 1993 in einer Folge der Fernsehserie In der Hitze der Nacht. Sie stand für einige Filme vor der Kamera, so etwa als Ginny Tambs in All Shook Up (1999), als Angelica Vita in Liquid: The Ten, Volume One (2008) und I Am (2010) sowie als June Shaw in Ryan Barton-Grimleys mehrfach ausgezeichneter Tragikomödie Elijah’s Ashes aus dem Jahr 2017. Zu den weiteren Fernsehserien, in denen sie zu sehen war, gehören seaQuest DSV (1994–1995), Navy CIS (2009), Private Practice (2011) und Melissa & Joey (2012).
Anfang der 2000er Jahre war sie als casting associate für verschiedene Fernsehproduktionen tätig, so etwa für die beiden Serien Glory Days und Reba. Im Jahr 2003 entschied sie sich mit ihrem 8-Week Intensive On-Camera Audition Workshop für eine weitere Karriere als Schauspiellehrerin. Zu den Größen, die ihr gefragtes Angebot seitdem wahrnahmen, zählen Archie Kao, Candice Patton, Greg Rikaart, Susie Abromeit und Taryn Southern. Für den Film The Run Saga war sie im Jahr 2017 als Casting Director engagiert.
Seit 2009 ist sie mit Steve Maksin verheiratet.

## Filmografie

### Als Schauspielerin
- 1993: In der Hitze der Nacht (In the Heat of the Night, Fernsehserie, eine Folge)
- 1994–1995: seaQuest DSV (Fernsehserie, 2 Folgen)
- 1998: Pretender (The Pretender, Fernsehserie, eine Folge)
- 1999: All Shook Up
- 2000: Star Trek: Raumschiff Voyager (Star Trek: Voyager, Fernsehserie, eine Folge)
- 2001–2004: Schatten der Leidenschaft (The Young and the Restless, Fernsehserie)
- 2002: Throttle
- 2003: CSI: Vegas (CSI: Crime Scene Investigation, Fernsehserie, eine Folge)
- 2003: Strong Medicine: Zwei Ärztinnen wie Feuer und Eis (Strong Medicine, Fernsehserie, eine Folge)
- 2003: Boston Public (Fernsehserie, eine Folge)
- 2003: Für alle Fälle Amy (Judging Amy, Fernsehserie, eine Folge)
- 2003: So Downtown (Fernsehserie, eine Folge)
- 2004: Girlfriends (Fernsehserie, eine Folge)
- 2005: Giving Her Away (Kurzfilm)
- 2008: Shark (Fernsehserie, eine Folge)
- 2008: Liquid: The Ten, Volume One
- 2009: Navy CIS (NCIS, Fernsehserie, eine Folge)
- 2010: I Am
- 2011: Men of a Certain Age (Fernsehserie, eine Folge)
- 2011: Private Practice (Fernsehserie, eine Folge)
- 2012: Melissa & Joey (Fernsehserie, eine Folge)
- 2017: Elijah’s Ashes

### Casting
Als casting associate, sofern nicht anders angegeben.
- 2000: Loose Cannon (Fernsehfilm)
- 2002: Glory Days (Fernsehserie)
- 2002: Reba (Fernsehserie)
- 2002: So Downtown (Fernsehserie)
- 2002: In My Opinion (Fernsehfilm)
- 2003: Trash (Fernsehfilm)
- 2017: The Run Saga (als Casting Director)